# 中萊茵博物館
中萊茵博物館（德語：Mittelrhein-Museum）是位於德國城市莱茵兰-普法尔茨科布倫茨的一座博物館。中萊茵博物館是德國歷史最古老的民間博物館之一，在2013年搬遷至現在的地址。

## 外部連結
维基共享资源上的相關多媒體資源：中萊茵博物館

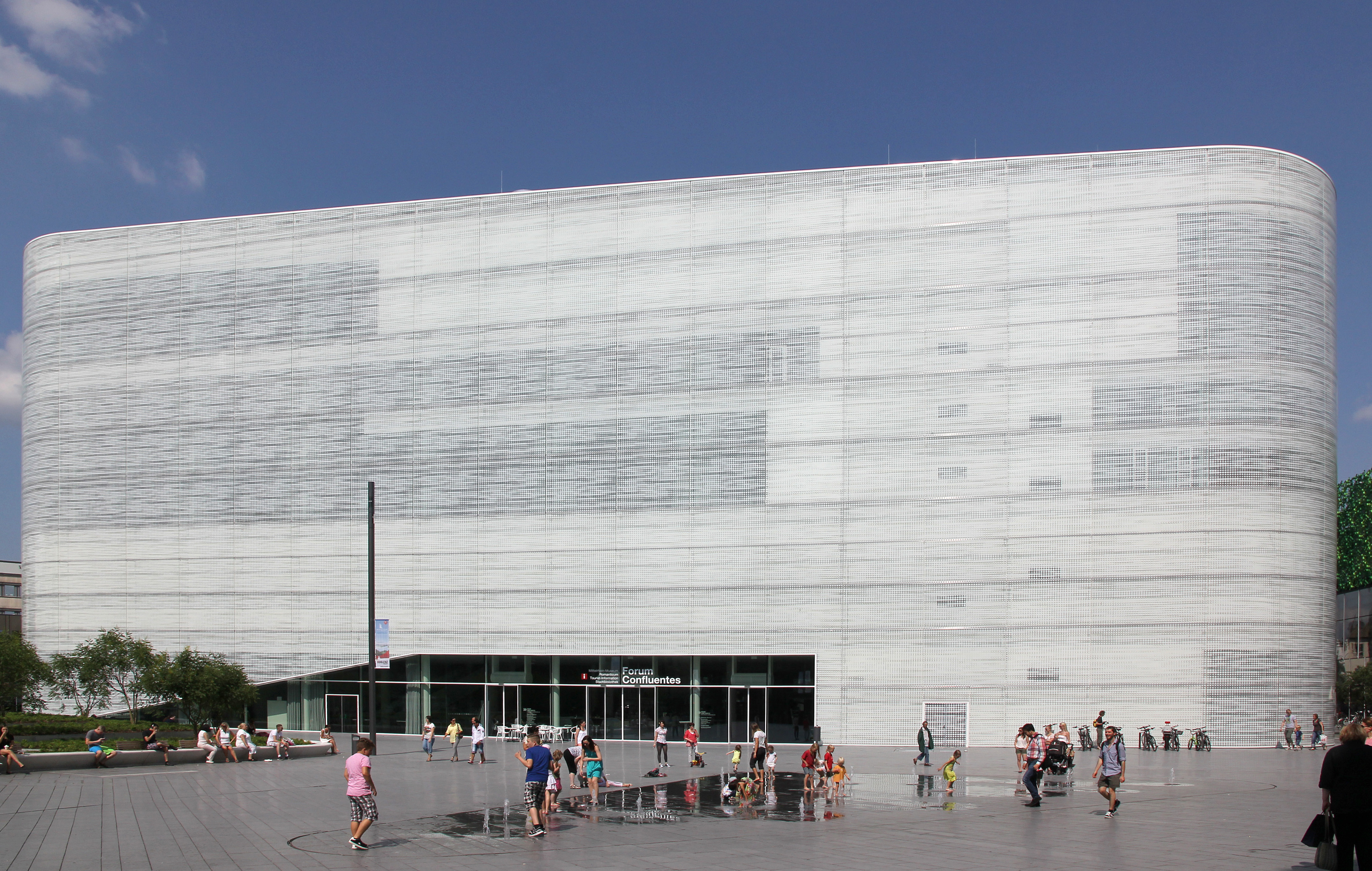

- Offizielle Website des Mittelrhein-Museums （页面存档备份，存于） （德文）（英文）
- Verein der Freundinnen und Freunde des Mittelrhein-Museums und des Ludwig Museums zu Koblenz e.V （页面存档备份，存于）
- Der ZEIT-Museumsführer: Das Mittelrhein-Museum in Koblenz （页面存档备份，存于）
- The 40 castles of the Upper Middle Rhine
- Castles and ruins in the Siebengebirge （页面存档备份，存于）
- Mittelrheintal (German) （页面存档备份，存于）
- RomanticWine.de - non-commercial site in English about Middle Rhine wines, wineries and classifications

50°21′31.7″N 7°35′46.4″E / 50.358806°N 7.596222°E